# Johann Ritter (Pastor)
Johann Ritter, vollständig Johann Gottfried Christian Ritter (* 26. August 1799 in Schwerin; † 29. November 1880 in Rostock) war ein deutscher evangelisch-lutherischer Geistlicher, Landwirt und Abgeordneter der Mecklenburgischen Abgeordnetenversammlung.

## Leben
Johann Ritter war der Sohn des Schneidermeisters Johann Andreas Ritter. Er besuchte Schulen in Kiel und Schwerin und studierte Evangelische Theologie an den Universitäten Halle und ab Mai 1821 Rostock. Als Student war er Mitglied des geheimen Jünglingsbundes und Vorsitzender in dessen Niedersächsischem Kreis, was ihm in den Jahren 1823 bis 1828 Verfahren wegen demagogischer Umtriebe einbrachte sowie eine Festungshaft im Winter 1828/29 auf der Festung Dömitz. Er gehörte seit 1820 auch der Halleschen Burschenschaft/Quellengesellschaft und seit 1822 der Burschenschaft Germania Rostock. 1830 eröffnete er eine Privatschule in Wittenburg und wurde hier 1832 auch als Hilfsprediger angestellt. 1843 wurde er zum Pastor in Vietlübbe berufen. 
Bei der Wahl zur Mecklenburgischen Abgeordnetenversammlung 1848 wurde er in einer Nachwahl im Wahlkreis Mecklenburg-Schwerin 47: Lübz zum Abgeordneten gewählt. Er schloss sich der Reformpartei-Fraktion der Linken an und wurde in den volkswirtschaftlichen Ausschuss gewählt.
1849 kam es zu einem kirchenaufsichtlichen Verfahren gegen ihn vor dem großherzoglichen Konsistorium wegen seiner politischen Tätigkeit, das 1852 zu seiner Amtsenthebung führte. Er fand
mit seiner Familie Aufnahme bei dem benachbarten Domänenpächter Winter in Karbow. Mit finanzieller Unterstützung von Freunden erwarb er 1854 die Erbpachtstelle Rostock-Friedrichshöhe, wo er sich der Blumenzucht und Düngeversuchen widmete. Ab 1876 verlebte er seinen Ruhestand in Rostock.
Ritter war jahrzehntelang als Heimatforscher tätig und veröffentlichte nahezu einhundert Aufsätze und Meldungen in den Jahrbüchern des Vereins für mecklenburgische Geschichte und Altertumskunde, dessen Mitglied er war. Er interessierte sich insbesondere für Hünengräber und grub selbst 1845 Grabhügel im Forst Sandkrug (Plau am See, Ortsteil Reppentin) aus.

## Werke
- Grammatik der mecklenburgisch-plattdeutschen Mundart. Rostock und Schwerin: Stiller 1832

Digitalisat, Universität Gent
- Kurze Anweisung … Milchertrag der Kühe. 1846
- Das Leben und die Ernährung der Pflanzen, besonders der Culturpflanzen: Für praktische Landwirthe. Frankfurt: Sauerländer 1863

Digitalisat, Bayerische Staatsbibliothek